# Rhynchostegiella litorea
Rhynchostegiella litorea är en bladmossart som beskrevs av Limpricht 1896. Rhynchostegiella litorea ingår i släktet nålmossor, och familjen Brachytheciaceae. Inga underarter finns listade i Catalogue of Life.